# Айгір
Айгі́р (рос. Айгир, башк. Айғыр) — присілок (колишнє селище) у складі Бєлорєцького району Башкортостану, Росія. Входить до складу Інзерської сільської ради.
Населення — 12 осіб (2010; 3 в 2002).
Національний склад:
- башкири — 67%
- росіяни — 33%